# 藤沢市立鵠南小学校
藤沢市立鵠南小学校（ふじさわしりつ こうなんしょうがっこう）は、神奈川県藤沢市鵠沼海岸にある公立小学校。

## 沿革
- 1970年
  - 3月25日 - 鵠洋小学校より1～5年240名の児童が、新たに開校する藤沢市立鵠南小学校に移動の指定を受けて鵠洋小学校で分離式を行う。
  - 4月1日 - 藤沢市立鵠南小学校開校（1～5年）。2日、開校式。
  - 6月10日 - 落成式。6月10日を開校記念日とする。
- 1971年3月16日 - 屋内運動場竣工。
- 1973年4月20日 - 校歌（作詞：菊池正次/作曲：山下毅雄）制定。
作詞家の菊池正次は鵠南小学校初代PTA会長。
- 1974年7月1日 - プール完成。
- 1977年3月9日 - 増築4教室及び仮設昇降口完成。
- 1981年2月28日 - 増築教室竣工（普通教室4　昇降口　便所　焼窯庫　図工室・家庭科室及び各準備室）。
- 1990年10月30日 - 20周年記念植樹（フェニックス） 。
- 1994年3月25日 - 給食調理場完成・理科室・家庭科室・視聴覚室増改築。
- 2004年2月15日 - 海岸美化でかながわ海岸美化財団より感謝状。

## 進学先
- 藤沢市立湘洋中学校 - 南部の卒業生の進学先
- 藤沢市立鵠沼中学校 - 北部の卒業生の進学先

## 著名な卒業生
- 高岡早紀 - 女優。高岡由美子の姉。
- 高岡由美子 - モデル。高岡早紀の妹
- 森山孔介 -  プロ野球選手
- リエゾンミサ- 起業家、日本茶アドバイザー、料理研究家、貼り絵作家
- 藤田雄士 - サッカー選手

## 校歌
鵠南小学校の校歌は藤沢市立小中学校の校歌において一つのエポックを画した作品といえる。作詞は鵠南小学校初代PTA会長で作詞家の菊池正次。彼は、以前から作曲界の奇才として知られる山下毅雄と組んでいくつかの作品を発表していた。鵠南小学校の校歌の評判が良かったため、以後、藤沢市立湘南台小学校、藤沢市立新林小学校、藤沢市立滝の沢小学校、藤沢市立高倉中学校、藤沢市立天神小学校からこのコンビに校歌制作が依頼された。

## 交通

### 私鉄
- 小田急江ノ島線鵠沼海岸駅より徒歩11分